# 林文英 (1873年)
林文英（1873年—1914年），男，广东文昌县人，海南参加辛亥革命的第一人。

## 生平
林文英出生于泰国，早年在泰国经商。后赴日本学习法政，与孙中山先生筹划革命。1913年归来，在海口市西门外街（今新民路139号）创办了《琼岛日报》。
1916年，林文英被追认为烈士。1919年，林文英的遗骨葬于文昌市清澜世坑村之南，孙中山亲自敬题碑文“烈士林文英之墓”，总统府秘书长胡汉民亲书碑铭，参议院议长林森、众议院议员吴景濂、李宗仁等21位中國國民黨要人撰文谨启。